# Kolem Turecka 2019
55. ročník etapového cyklistického závodu Kolem Turecka se konal mezi 16. a 21. dubnem 2019 v Turecku. Celkovým vítězem se stal Rakušan Felix Großschartner z týmu Bora–Hansgrohe. Na druhém a třetím místě se umístili Ital Valerio Conti (UAE Team Emirates) a Eritrejec Merhawi Kudus (Astana).

## Týmy
Závodu se účastnilo 6 UCI WorldTeamů společně s 10 UCI Professional Continental týmy a tureckým národním týmem. Každý ze 17 týmů přijel se 7 jezdci, na start se tedy postavilo 119 jezdců. Do cíle v Istanbulu dojelo 110 jezdců.
UCI WorldTeamy
- Astana
- Bora–Hansgrohe
- Deceuninck–Quick-Step
- Lotto–Soudal
- Team Dimension Data
- UAE Team Emirates

UCI Professional Continental týmy
- Burgos BH
- Caja Rural–Seguros RGA
- Delko–Marseille Provence
- Euskadi–Murias
- Team Manzana Postobón
- Neri Sottoli–Selle Italia–KTM
- Nippo–Vini Fantini–Faizanè
- Rally UHC Cycling
- Sport Vlaanderen–Baloise
- W52–FC Porto

Národní týmy
- Turecko

## Trasa a etapy
| Etapa         | Datum         | Trasa               | Vzdálenost | Typ      | Typ            | Vítěz                     |
| ------------- | ------------- | ------------------- | ---------- | -------- | -------------- | ------------------------- |
| 1             | 16. dubna     | Istanbul - Tekirdağ | 156,7 km   |          | Rovinatá etapa | Sam Bennett (IRL)         |
| 2             | 17. dubna     | Tekirdağ - Eceabat  | 183,3 km   |          | Rovinatá etapa | Sam Bennett (IRL)         |
| 3             | 18. dubna     | Çanakkale - Edremit | 122,6 km   |          | Rovinatá etapa | Fabio Jakobsen (NED)      |
| 4             | 19. dubna     | Balıkesir - Bursa   | 194,3 km   |          | Rovinatá etapa | Caleb Ewan (AUS)          |
| 5             | 20. dubna     | Bursa - Kartepe     | 164,1 km   |          | Horská etapa   | Felix Großschartner (AUT) |
| 6             | 21. dubna     | Sakarya - Istanbul  | 172,4 km   |          | Rovinatá etapa | Caleb Ewan (AUS)          |
| Celková délka | Celková délka | Celková délka       | 993,4 km   | 993,4 km | 993,4 km       | 993,4 km                  |

## Průběžné pořadí
| Etapa          | Vítěz               | Celkové pořadí      | Bodovací soutěž | Vrchařská soutěž    | Soutěž tureckých krás | Soutěž týmů            |
| -------------- | ------------------- | ------------------- | --------------- | ------------------- | --------------------- | ---------------------- |
| 1              | Sam Bennett         | Sam Bennett         | Sam Bennett     | Lindsay De Vylder   | Feritcan Şamlı        | Caja Rural–Seguros RGA |
| 2              | Sam Bennett         | Sam Bennett         | Sam Bennett     | Thimo Willems       | Feritcan Şamlı        | Bora–Hansgrohe         |
| 3              | Fabio Jakobsen      | Sam Bennett         | Sam Bennett     | Thimo Willems       | Feritcan Şamlı        | Bora–Hansgrohe         |
| 4              | Caleb Ewan          | Sam Bennett         | Sam Bennett     | Thimo Willems       | Feritcan Şamlı        | Bora–Hansgrohe         |
| 5              | Felix Großschartner | Felix Großschartner | Sam Bennett     | Felix Großschartner | Feritcan Şamlı        | Team Manzana Postobón  |
| 6              | Caleb Ewan          | Felix Großschartner | Sam Bennett     | Thimo Willems       | Feritcan Şamlı        | Team Manzana Postobón  |
| Konečné pořadí | Konečné pořadí      | Felix Großschartner | Sam Bennett     | Thimo Willems       | Feritcan Şamlı        | Team Manzana Postobón  |

## Konečné pořadí
| Legenda | Legenda                            |
| ------- | ---------------------------------- |
|         | Označuje vítěze celkového pořadí.  |
|         | Označuje vítěze bodovací soutěže.  |
|         | Označuje vítěze vrchařské soutěže. |

### Celkové pořadí
| Pořadí | Jezdec              | Tým                           | Čas         |
| ------ | ------------------- | ----------------------------- | ----------- |
| 1      | Felix Großschartner | Bora–Hansgrohe                | 24h 53’ 58” |
| 2      | Valerio Conti       | UAE Team Emirates             | + 19”       |
| 3      | Merhawi Kudus       | Astana                        | + 25”       |
| 4      | Remco Evenepoel     | Deceuninck–Quick-Step         | + 53”       |
| 5      | Edgar Pinto         | W52–FC Porto                  | + 59”       |
| 6      | Jan Polanc          | UAE Team Emirates             | + 1’ 12”    |
| 7      | Gonzalo Serrano     | Caja Rural–Seguros RGA        | + 1’ 29”    |
| 8      | Mauro Finetto       | Delko–Marseille Provence      | + 1’ 31”    |
| 9      | Kyle Murphy         | Rally UHC Cycling             | + 1’ 42”    |
| 10     | Etienne van Empel   | Neri Sottoli–Selle Italia–KTM | + 1’ 48”    |

### Bodovací soutěž
| Pořadí | Jezdec              | Tým                      | Body |
| ------ | ------------------- | ------------------------ | ---- |
| 1      | Sam Bennett         | Bora–Hansgrohe           | 70   |
| 2      | Caleb Ewan          | Lotto–Soudal             | 55   |
| 3      | Fabio Jakobsen      | Deceuninck–Quick-Step    | 54   |
| 4      | Felix Großschartner | Bora–Hansgrohe           | 40   |
| 5      | Simone Consonni     | UAE Team Emirates        | 40   |
| 6      | Christophe Noppe    | Sport Vlaanderen–Baloise | 32   |
| 7      | Valerio Conti       | UAE Team Emirates        | 27   |
| 8      | Gonzalo Serrano     | Caja Rural–Seguros RGA   | 24   |
| 9      | Jan Polanc          | UAE Team Emirates        | 22   |
| 10     | Enrique Sanz        | Euskadi–Murias           | 22   |

### Vrchařská soutěž
| Pořadí | Jezdec              | Tým                           | Body |
| ------ | ------------------- | ----------------------------- | ---- |
| 1      | Thimo Willems       | Sport Vlaanderen–Baloise      | 16   |
| 2      | Felix Großschartner | Bora–Hansgrohe                | 15   |
| 3      | Valerio Conti       | UAE Team Emirates             | 13   |
| 4      | Merhawi Kudus       | Astana                        | 8    |
| 5      | Lindsay De Vylder   | Sport Vlaanderen–Baloise      | 5    |
| 6      | Remco Evenepoel     | Deceuninck–Quick-Step         | 5    |
| 7      | Lucas De Rossi      | Delko–Marseille Provence      | 5    |
| 8      | Mauricio Moreirq    | Caja Rural–Seguros RGA        | 4    |
| 9      | Umberto Marengo     | Neri Sottoli–Selle Italia–KTM | 3    |
| 10     | Nick White          | Delko–Marseille Provence      | 3    |

### Soutěž týmů
| Pořadí | Tým                           | Čas         |
| ------ | ----------------------------- | ----------- |
| 1      | Team Manzana Postobón         | 74h 47’ 35” |
| 2      | Delko–Marseille Provence      | + 1’ 21”    |
| 3      | Astana                        | + 1’ 25”    |
| 4      | Neri Sottoli–Selle Italia–KTM | + 2’ 07”    |
| 5      | W52–FC Porto                  | + 2’ 54”    |
| 6      | Rally UHC Cycling             | + 5’ 52”    |
| 7      | Team Dimension Data           | + 7’ 27”    |
| 8      | Bora–Hansgrohe                | + 8’ 30”    |
| 9      | Deceuninck–Quick-Step         | + 8’ 35”    |
| 10     | Nippo–Vini Fantini–Faizanè    | + 10’ 49”   |